# 1525

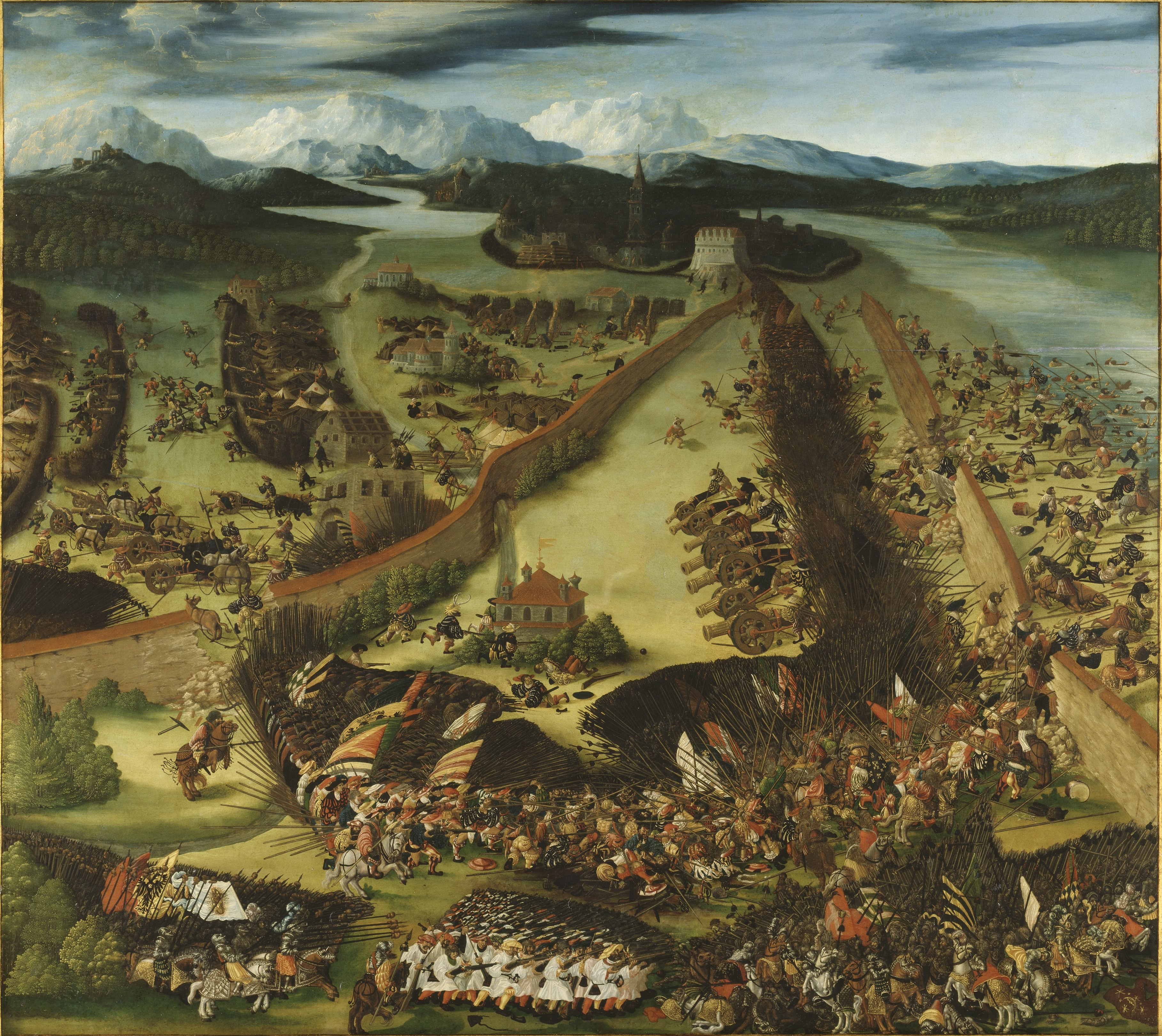
Slag bij Pavia

Het jaar 1525 is het 25e jaar in de 16e eeuw volgens de christelijke jaartelling.

## Gebeurtenissen
januari
- 21 - Conrad Grebel en Georg Blaurock dopen elkaar in Zürich als teken van protest tegen de verplichte kinderdoop. Ze stichten de eerste anabaptistische gemeente in Zollikon.

februari
- 2 - Huwelijk van Barnim IX van Pommeren en Anna van Brunswijk-Lüneburg
- 10 - Huwelijk van Johan III van Portugal en Catharina van Oostenrijk.
- 24 - Slag bij Pavia: Francesco de Avalos, de legeraanvoerder van keizer Karel V, verslaat Frans I van Frankrijk, die gevangen wordt genomen.
- 26 - Cuauhtemoc, de gevangen leider van de Azteken, wordt in Hueyimollan door de Spanjaarden opgehangen.

mei
- 1 - De Thüringse landheer Günther van Schwarzburg ondertekent de "veertien artikelen van Frankenhausen", de lijst van eisen die de opstandige boeren in de Duitse Boerenoorlog hebben opgesteld.
- 15 - Slag bij Frankenhausen: Opstandelingen in de Duitse Boerenoorlog onder Thomas Müntzer worden door het keizerlijk leger afgeslacht.
- 27 - Met de onthoofding van Thomas Müntzer komt een einde aan de Duitse Boerenoorlog.

juni
- 13 - Huwelijk van Maarten Luther en de voormalige non Katharina von Bora in Wittenberg.

juli
- 19 - Op het slot van Dessau komt een aantal katholieke vorsten bijeen om de Reformatie en de boerenopstand te bespreken. Ze richten het Verbond van Dessau op.
- 29 - Rodrigo de Bastidas sticht Santa Marta, de eerste stad op het Zuid-Amerikaanse continent.
- García Jofre de Loaísa vertrekt op een expeditie via de Straat Magellaan naar de Molukken.

augustus
- 18 - Spanjaarden in opdracht van Lucas Vásquez de Ayllón landen op de Amerikaanse oostkust en ontdekken de Punta de Santa Elena.

september
- 15 - Jan de Bakker wordt te Den Haag, in aanwezigheid van de landvoogd Margaretha van Oostenrijk, als eerste in de Nederlanden wegens ketterij op de brandstapel gedood.

oktober
- 29 - Huwelijk van Christiaan van Denemarken met Dorothea van Saksen-Lauenburg.

zonder datum
- De grootmeester van de Duitse Orde, Albrecht van Brandenburg-Ansbach, gaat tot de reformatie over. Hij treedt in het huwelijk en verandert het ordegebied in het erfelijke hertogdom Pruisen.
- Reformatie in Sleeswijk, Holstein, Neurenberg en Zürich.
- In China worden alle oceaanwaardige schepen gesloopt.
- Jacob Zech vindt de snek uit, waarmee een horloge correct kan lopen ongeacht de spanning op de veer.
- Estevão Gomes verkent de oostkust van Noord-Amerika van Cape Bretoneiland tot Carolina.
- De Gete wordt bevaarbaar gemaakt tot in Tienen.
- Oprichting van het Hoogheemraadschap Amstelland.
- Het Slot Haamstede wordt door brand verwoest.
- Stichting van de Orde der Kapucijnen (jaartal bij benadering)

## Beeldende kunst

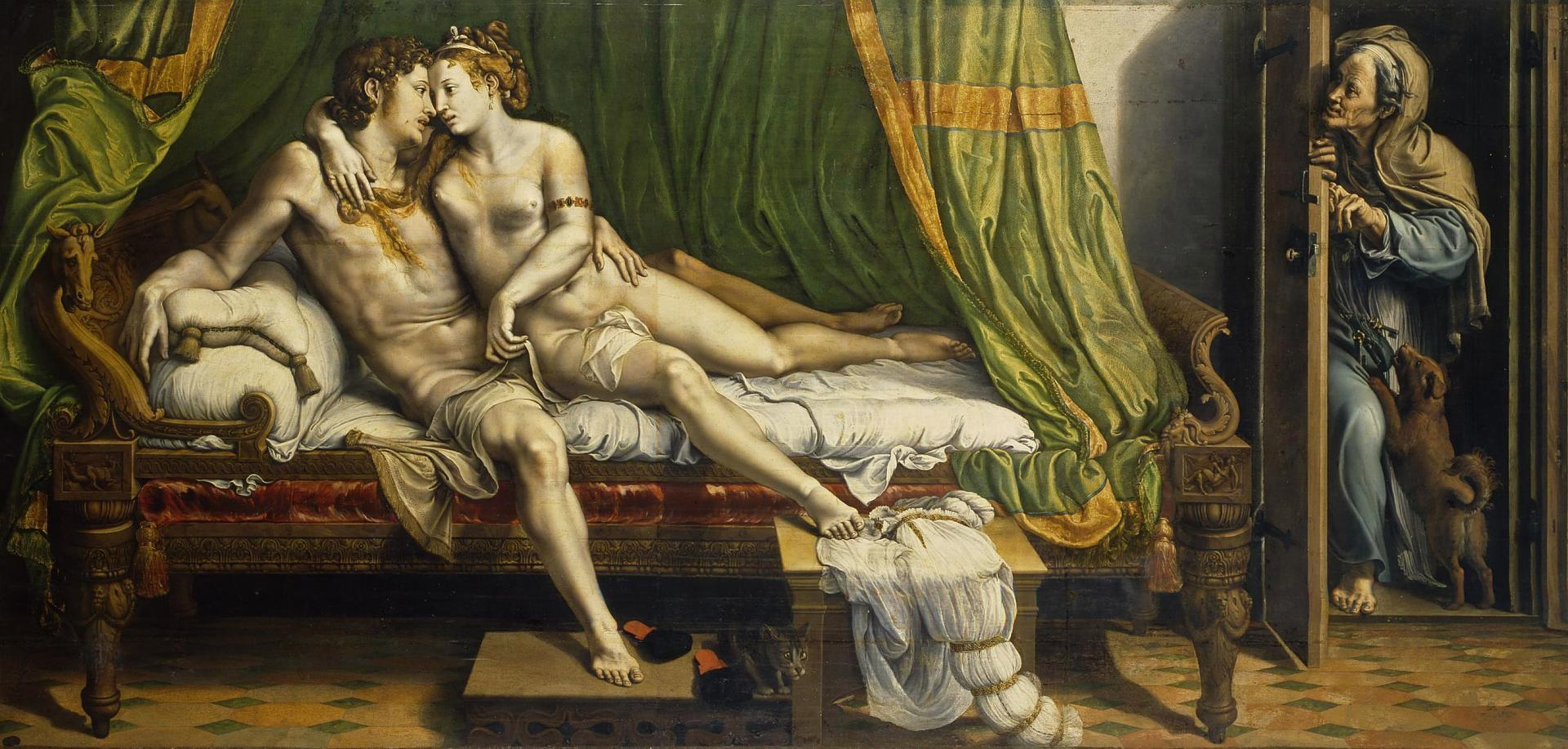
Giulio Romano: De geliefden
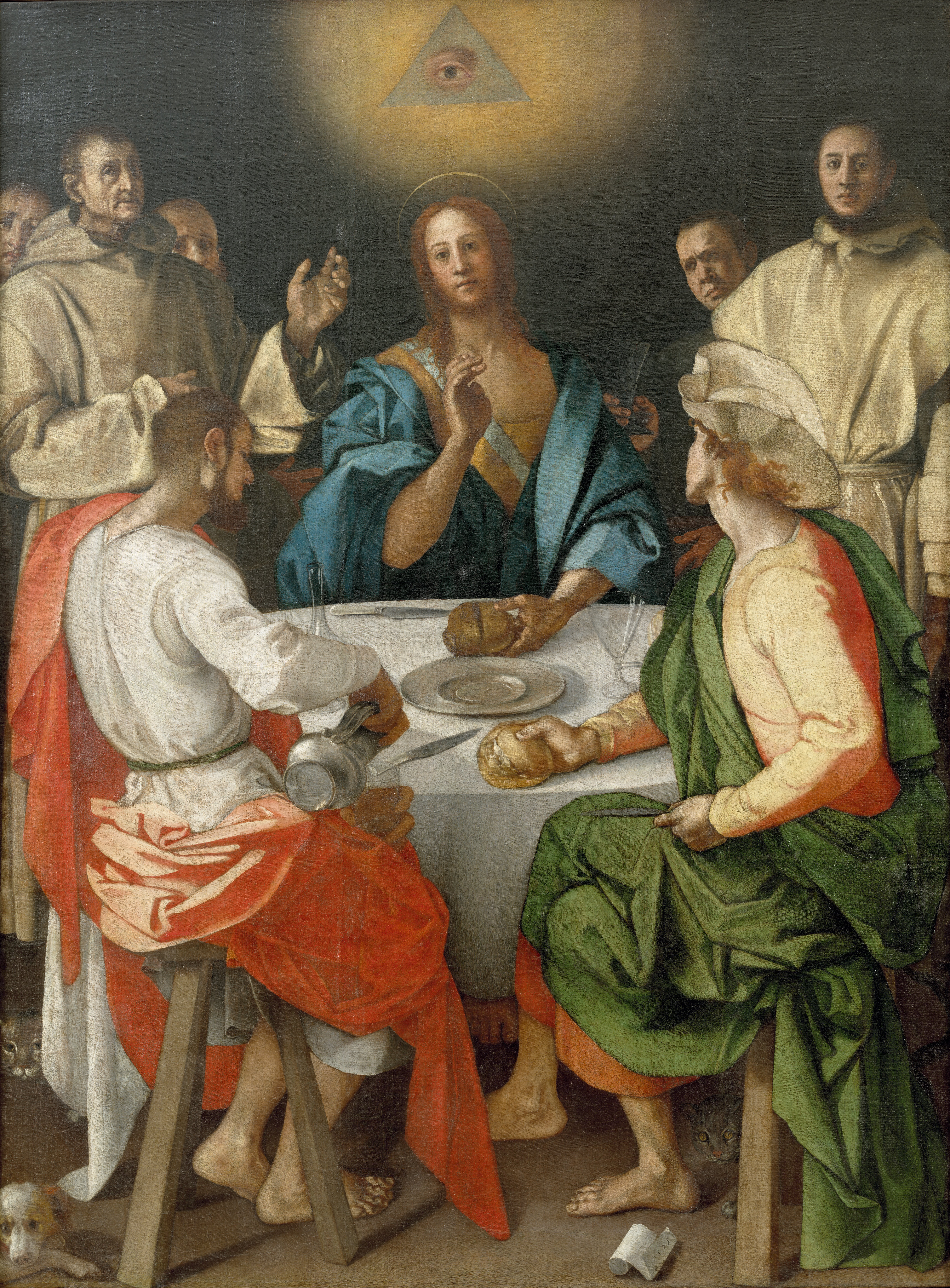
Jacopo da Pontormo: Avondmaal in Emmaüs
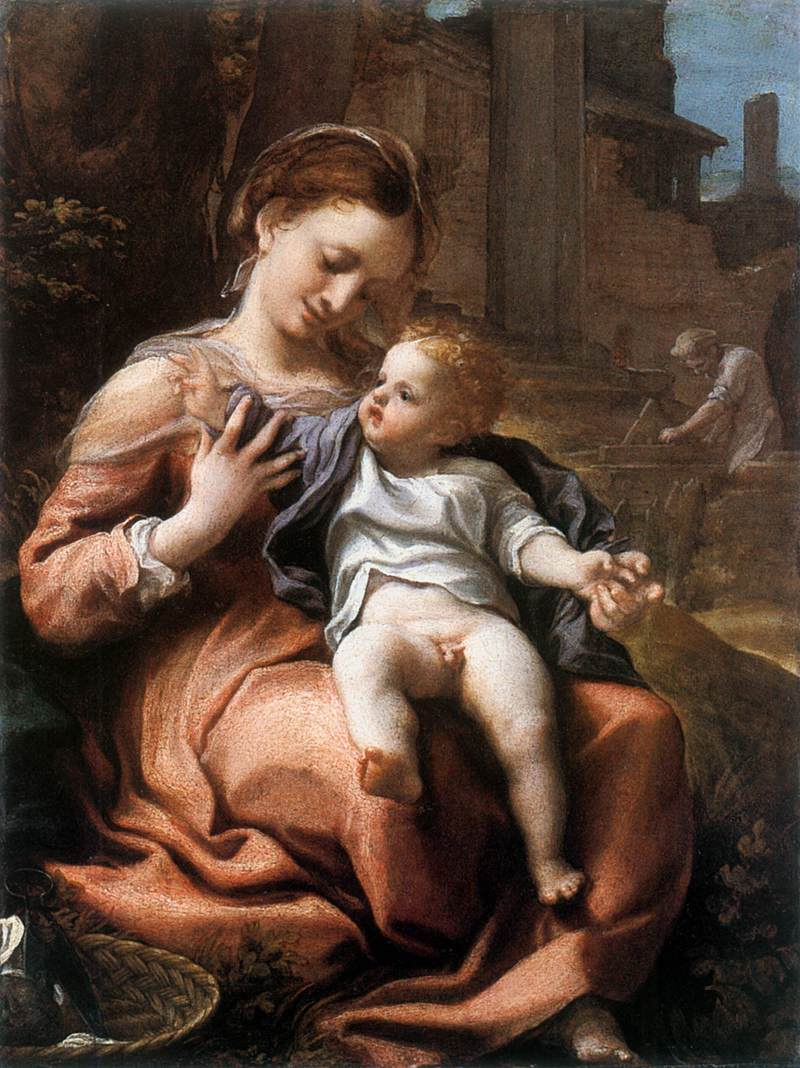
Correggio: Madonna van de mand
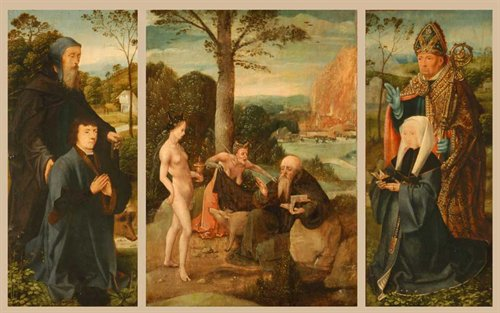
Jan Wellens de Cock: Verzoeking van de heilige Antonius

## Opvolging
- Alençon en Armagnac - Karel IV van Alençon opgevolgd door zijn echtgenote Margaretha van Valois
- Azteken (hueyi tlahtoani) - Cuauhtemoc opgevolgd door Diego Velázquez Tlacotzin
- Dominicanen (magister-generaal) - Francesco Silvestri als opvolger van Juan García de Loaysa
- Hohenzollern - Eitel Frederik III opgevolgd door zijn zoon Karel I
- Kartli - David X opgevolgd door zijn broer George IX
- Lalaing - Karel I opgevolgd door zijn zoon Karel II
- Penthièvre - René van Brosse opgevolgd door zijn zoon Jan IV van Brosse
- Saksen - Frederik III opgevolgd door zijn broer Johan de Standvastige
- Thouars - Lodewijk II de la Trémoille opgevolgd door zijn kleinzoon Frans de la Trémoille

## Afbeeldingen

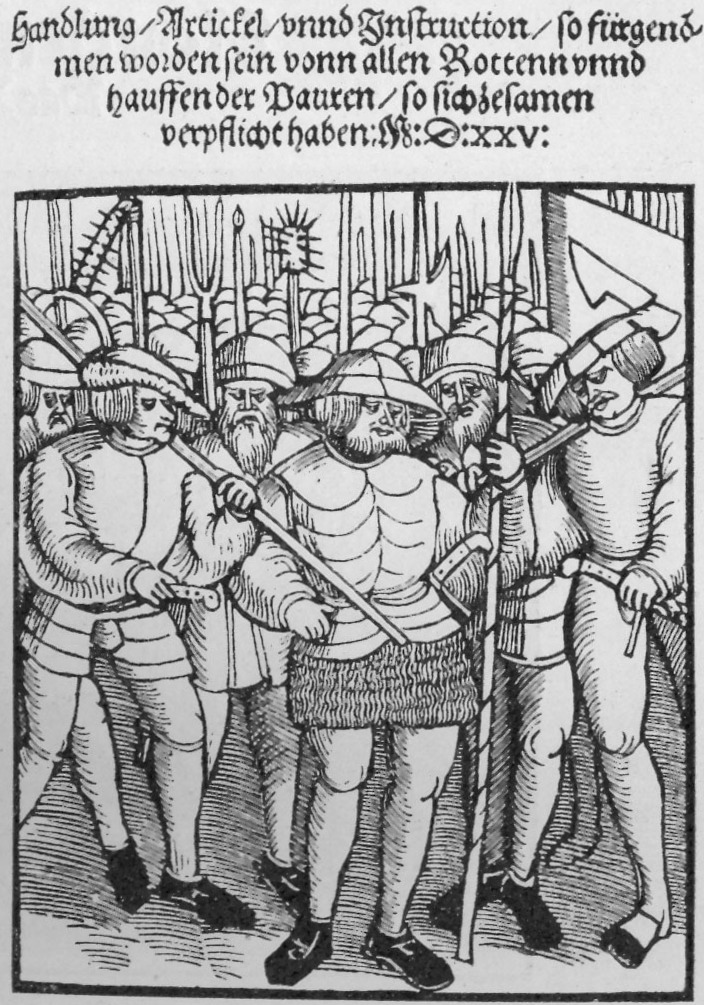
De 12 artikelen van Memmingen, waarin de boeren-opstandelingen hun eisen naar voren brengen
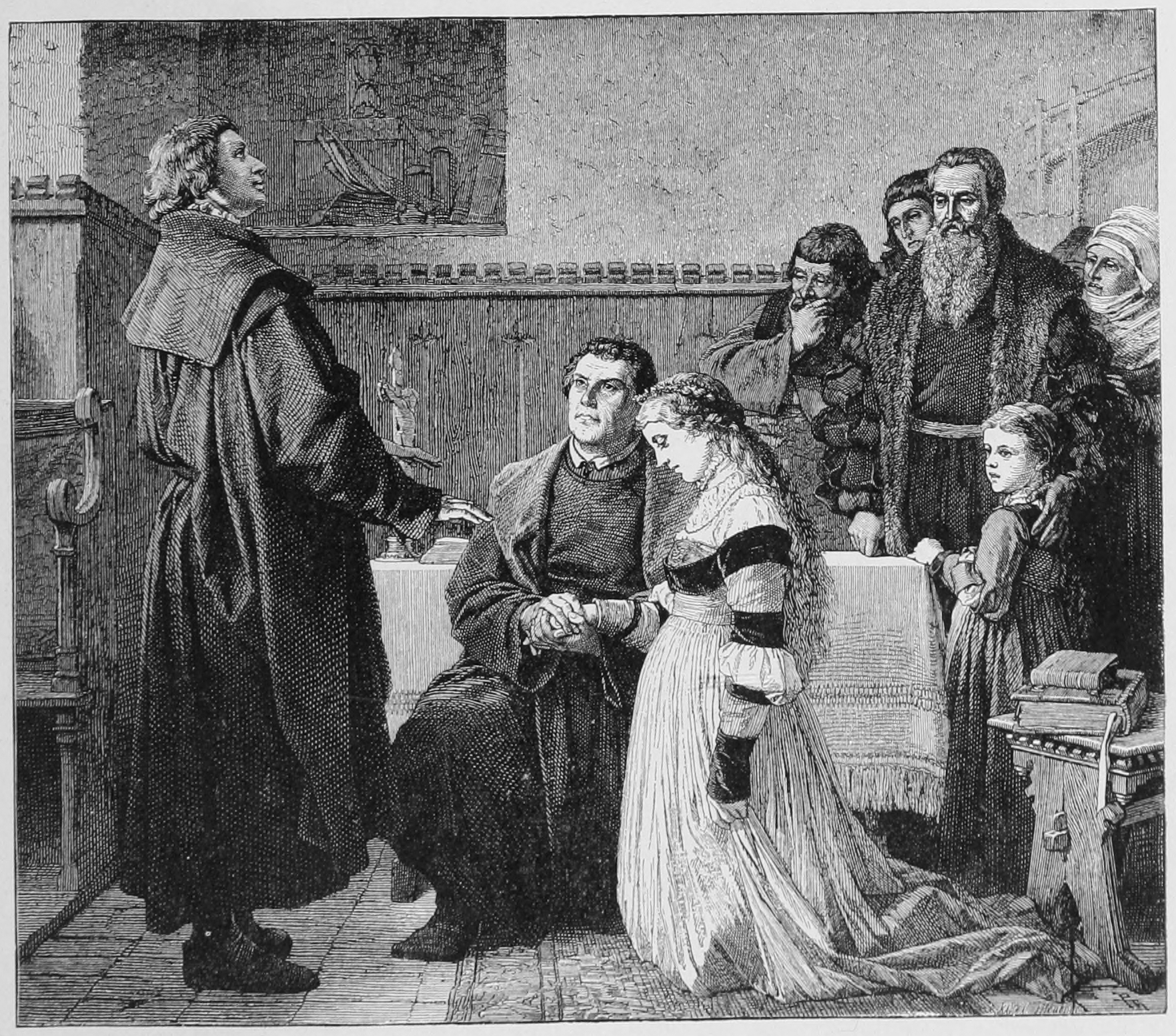
Huwelijk van Maarten Luther en Katharina von Bora
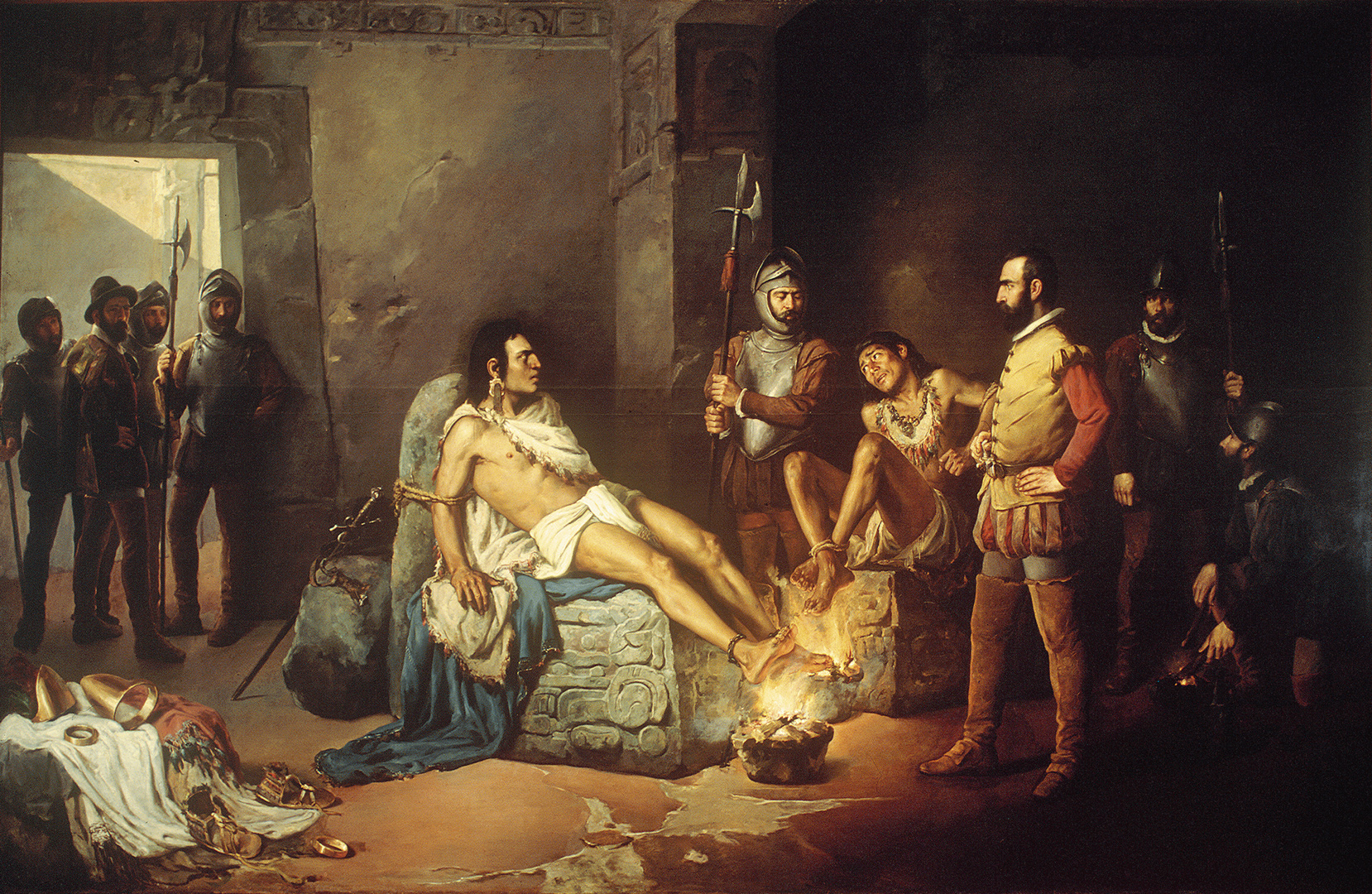
De marteling van Cuauhtemoc
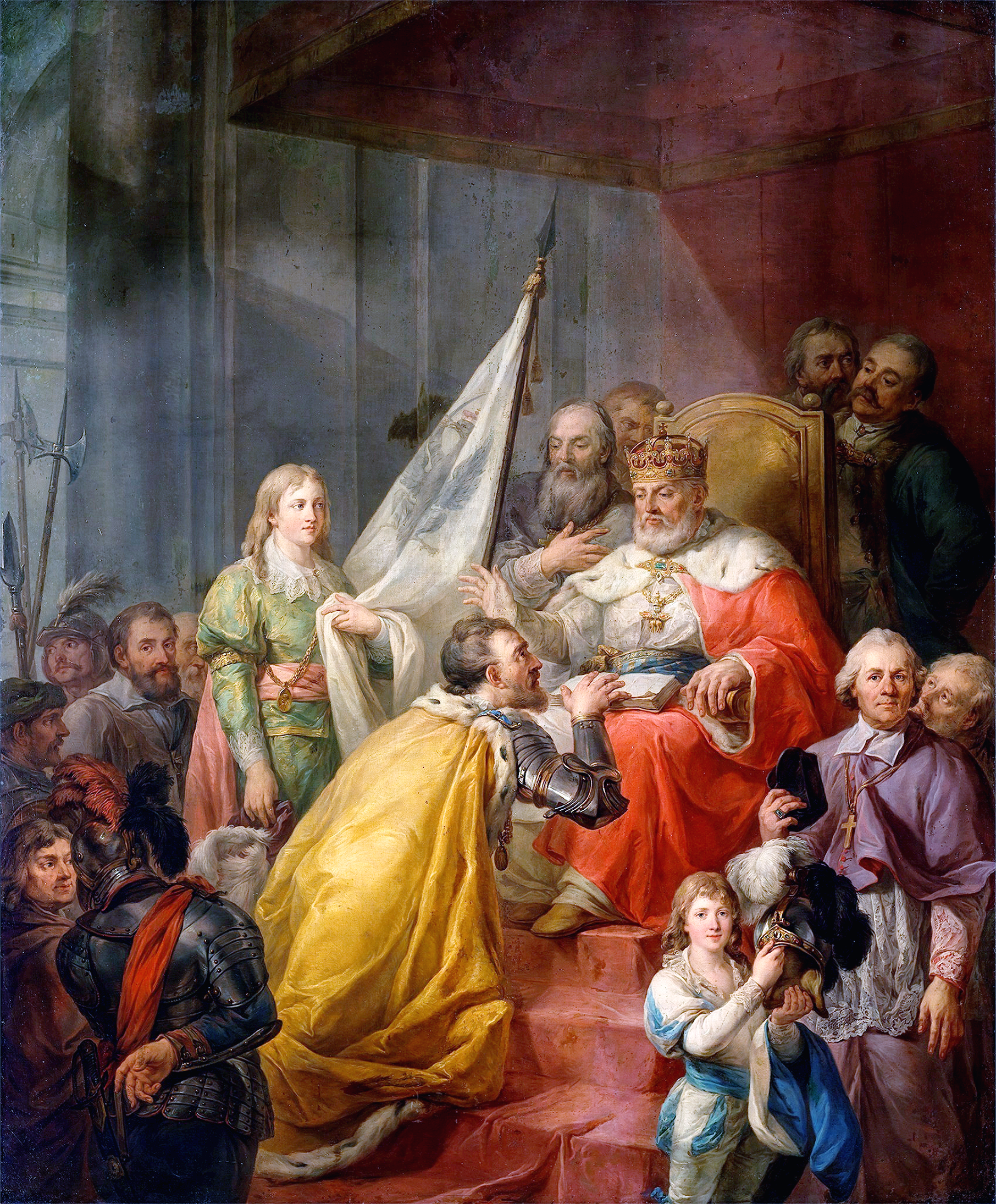
De nieuwe hertog Albrecht van Pruisen erkent Sigismund I van Polen als leenheer
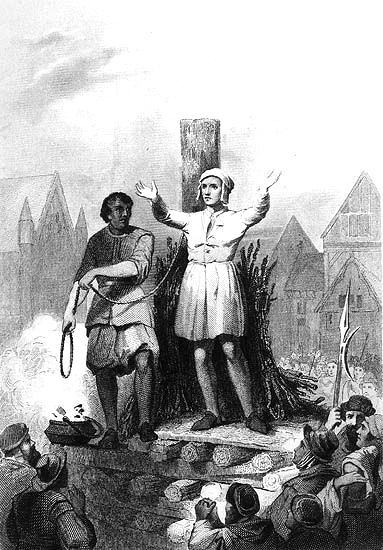
Jan de Bakker op de brandstapel
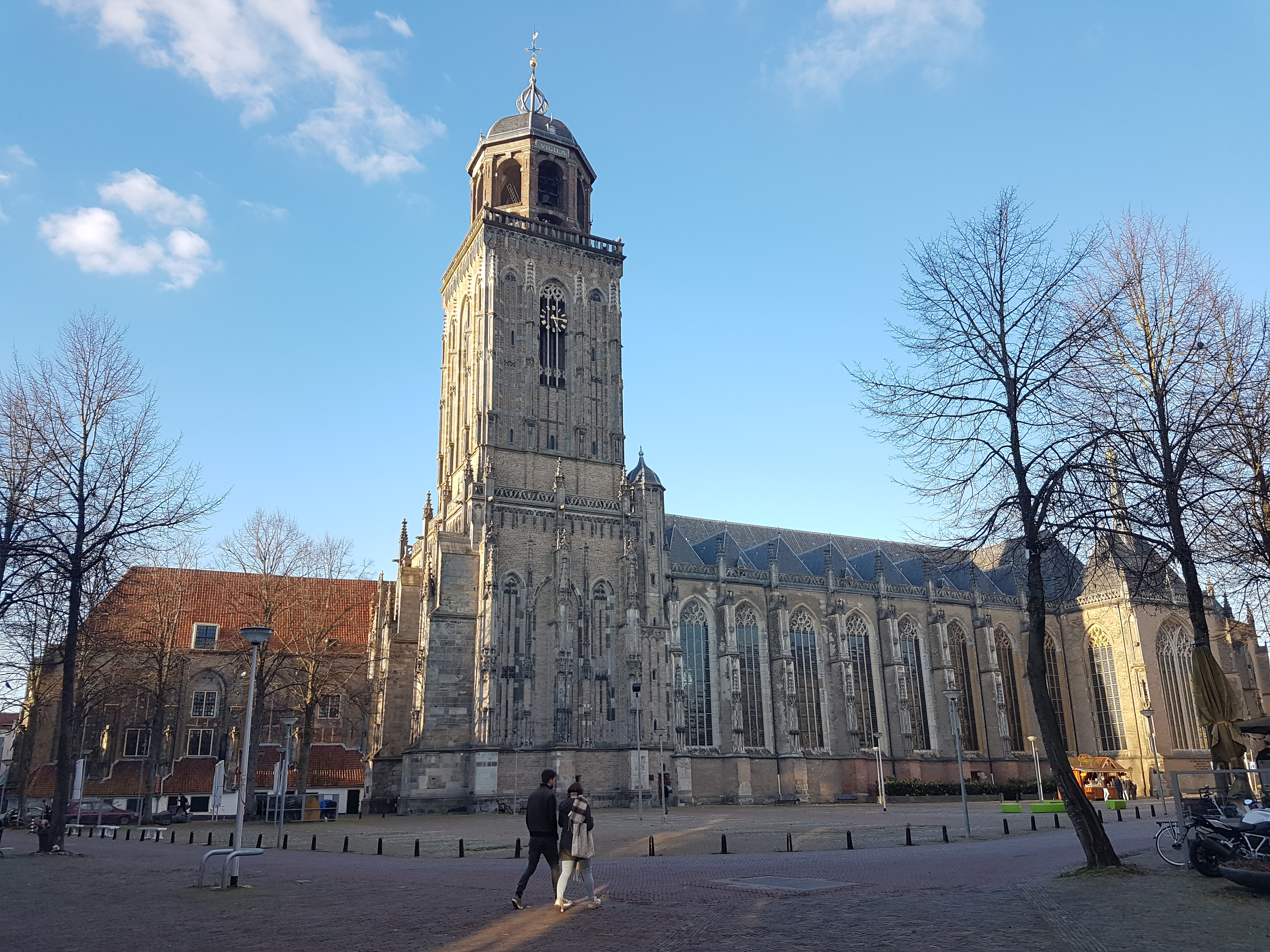
Grote of Lebuinuskerk, Deventer, voltooid 1525
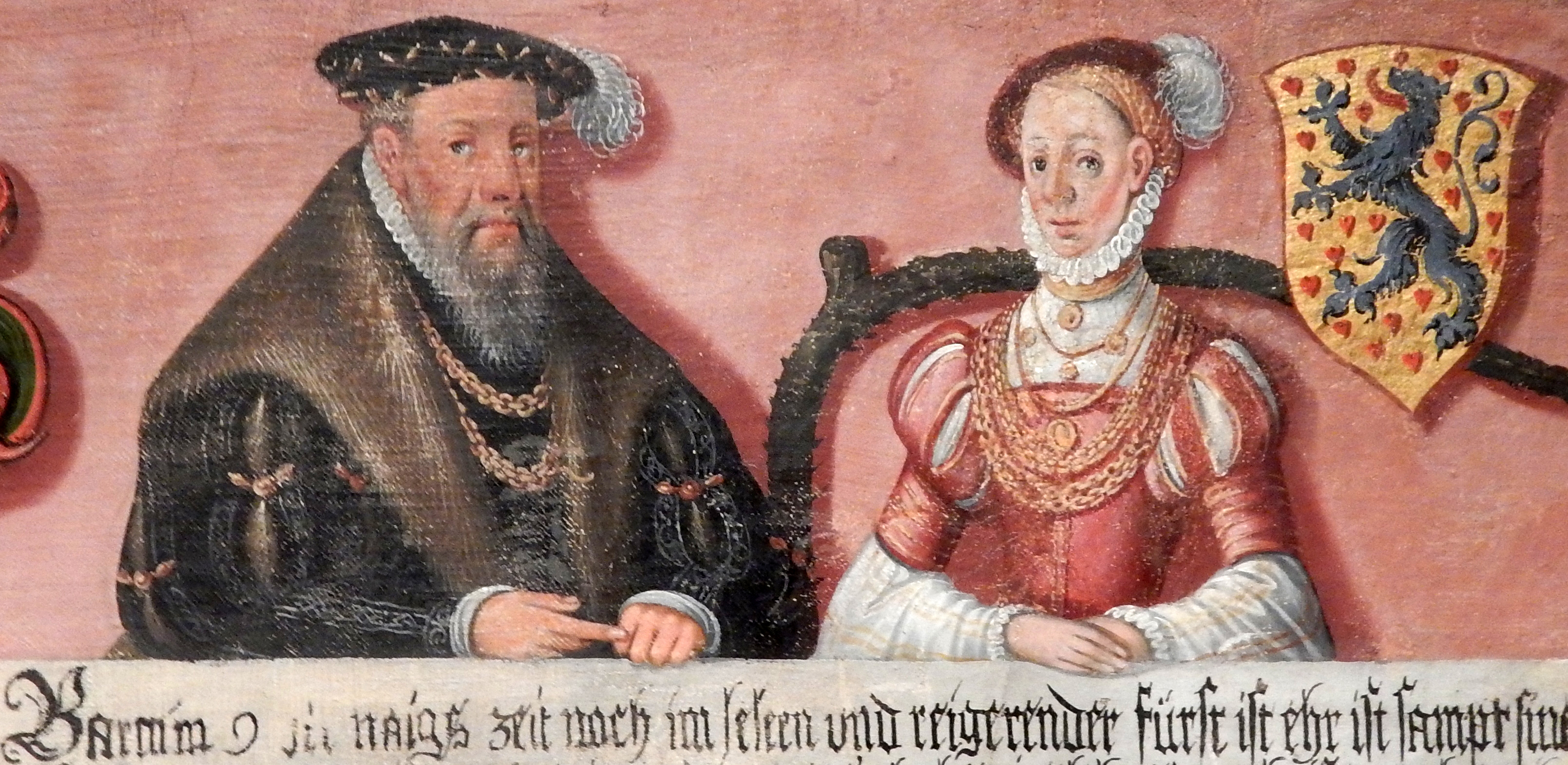
Barnim IX van Pommeren en Anna van Brunswijk-Lüneburg

## Geboren
- 6 januari - Amalia van de Palts (34), echtgenote van George I van Pommeren
- 29 januari - Lelio Sozzini, Italiaans humanist
- 8 maart - Laevinus Torrentius, Zuid-Nederlands bisschop en humanist
- 10 april - Franciszek Krasiński, Pools prelaat en staatsman
- 14 mei - Jan de Pottre, Zuid-Nederlands dagboekschrijver
- 11 september - Johan Georg, keurvorst van Brandenburg (1571-1598)
- 23 december - Johan Albrecht I, hertog van Mecklenburg
- Pieter Balten, Zuid-Nederlands schilder
- Rodrigo de Ceballos, Spaans componist
- Könchog Yenlag, Tibetaans geestelijk leider
- Marcus Laurinus jr., Zuid-Nederlands humanist
- Wilhelmus Lindanus, Nederlands bisschop
- Servaes van der Meulen, Zuid-Nederlands componist
- Henry Neville, Engels edelman
- Nguyen Hoang, Vietnamees heerser
- Mathurin Romegas, Frans riddermonnik
- Antonius Schorus, Zuid-Nederlands filoloog
- Şehzade Bayezid, Ottomaans prins
- Takeda Nobushige, Japans samoerai
- Vincenzo de' Rossi, Italiaans beeldhouwer
- Joannes Vonckius, Noord-Nederlands geestelijke en staatsman
- Zhang Juzheng, Chinees staatsman
- Arnold II Huyn van Amstenrade, Limburgs edelman (jaartal bij benadering)
- Joseph de Baenst, Zuid-Nederlands politicus (jaartal bij benadering)
- Johannes Casembroot, Zuid-Nederlands edelman (jaartal bij benadering)
- Sicke Clant, Noord-Nederlands bestuurder (jaartal bij benadering)
- Hendrick van Cleve III, Zuid-Nederlands schilder (jaartal bij benadering)
- Richard Farrant, Engels componist (jaartal bij benadering)
- Wolfgang Figulus, Duits componist (jaartal bij benadering)
- Jelle Hotses, Noord-Nederlands theoloog (jaartal bij benadering)
- Jan van Ligne, Zuid-Nederlands edelman (jaartal bij benadering)
- Nurbanu Sultan, valide sultan van het Ottomaanse Rijk (1574-1583) (jaartal bij benadering)
- Giovanni Pierluigi da Palestrina, Italiaans componist (jaartal bij benadering)
- Thomas Radclyffe, Engels staatsman (jaartal bij benadering)
- Boudewijn Ronsse, Nederlands arts (jaartal bij benadering)
- Alexander Scott, Schots dichter (jaartal bij benadering)
- Christiaan Sgroten, Noord-Nederlands cartograaf (jaartal bij benadering)
- Willem van Tetrode, Noord-Nederlands beeldhouwer (jaartal bij benadering)
- Cornelis Boscoop, Noord-Nederlands componist (jaartal onzeker)

## Overleden
- 24 februari - René van Brosse (~54), Frans edelman
- 24 februari - Etienne de Poncher (~78), Frans prelaat en diplomaat
- 24 februari - Lodewijk II de la Trémoille (64), Frans edelman
- 26 februari - Cuauhtemoc, laatste Azteekse leider (1520-1521/1525)
- 3 april - Jan Konarski (~77), Pools bisschop
- 3 april - Giovanni Rucellai (49), Italiaans dichter
- 11 april - Karel IV van Alençon (35), Frans edelman
- 5 mei - Frederik III (62), keurvorst van Saksen
- 27 mei - Thomas Müntzer (~34), Duits hervormer en opstandelingenleider
- 31 mei - Martinus Dorpius (~39), Nederlands theoloog
- mei - Anna van Mecklenburg-Schwerin (39), Duits edelvrouw
- 15 juni - Eitel Frederik III van Hohenzollern (~30), Duits edelman
- 5 juli - Johan van Brandenburg-Ansbach (32), onderkoning van Valencia
- 18 juli - Karel I van Lalaing (~59), Zuid-Nederlands politicus
- 22 juli - Richard Wingfield (~56), Engels hoveling
- 4 augustus - Andrea della Robbia (89), Florentijns beeldhouwer
- 22 augustus - Frans de Rycke (~60), Zuid-Nederlands jurist
- 15 september - Jan de Bakker (26), Nederlands ketter
- 3 oktober - Sigismondo Gonzaga (~56), Italiaans kardinaal
- 11 oktober - Thomas West (~68), Engels legerleider
- 24 oktober - Thomas Dacre (57), Engels legerleider
- 3 november - Wilhelmus Heda (~65), Noord-Nederlands geschiedschrijver
- 17 november - Eleonora van Viseu (67), echtgenote van Johan II van Portugal
- 30 december - Jakob Fugger de Rijke (66), Duits bankier
- Francesco de Avalos (~36), Napolitaans edelman
- Mirim Çelebi (~75), Ottomaans wiskundige
- Franciabigio (~41), Florentijns schilder
- Johan von Hoberg (~55), Duits edelman
- Pietro Pomponazzi (~63), Italiaans filosoof
- Rhys ap Thomas (~76), Welsh militair
- Jordi Sanç, Spaans geestelijke en politicus
- Jacob Baethen, Zuid-Nederlands muziekuitgever (jaartal bij benadering)
- Jean Lemaire de Belges, Zuid-Nederlands schrijver (jaartal bij benadering)
- Vittore Carpaccio, Venetiaans schiler (jaartal bij benadering)
- Joß Fritz, Duits opstandelingenleider (jaartal bij benadering)
- Arnolt Schlick, Duits componist (jaartal bij benadering)
- Michel Sittow, Ests schilder (jaartal bij benadering)